# Barbora Rýdza
Barbora Rýdza (*1997 Dubnica nad Váhom) je slovenská judistka soutěžící ve váhové kategorii do 52 kg. Je členkou slovenské reprezentace a pravidelně se účastní mezinárodních turnajů pod hlavičkou Mezinárodní judistická federace (IJF).

## Vzdělání
Barbora Rýdza je absolventkou Masarykovy univerzity v Brně, kde vystudovala obor Speciální edukace bezpečnostních složek na Fakultě sportovních studií.

## Sportovní kariéra
S judem začínala jako mládežnická závodnice v klubu Judo Klub Dubnica nad Váhom. Mezi její významné úspěchy patří například:
- 1. místo na Mistrovství Slovenska 2019 v kategorii do 52 kg v Banské Bystrici[2]
- 1. místo na Mistrovství Slovenska 2022 v seniorské kategorii do 52 kg[2]

## Reprezentační činnost
Barbora Rýdza je členkou slovenské reprezentace v judu. V roce 2019 se zúčastnila Mistrovství Evropy juniorů a U23 a od té doby nastupuje na mezinárodních turnajích v rámci série IJF World Tour.